# Pappa till 1 000 barn
Pappa till 1 000 barn (engelska: The Man with 1000 Kids) är en brittisk kriminal- och dokumentärserie som hade premiär på strömningstjänsten Netflix den 3 juli 2024. Serien består av tre avsnitt.

## Handling
Serien kretsar kring Jonathan Meijer, en nederländsk spermadonator, som anklagas för att vara far till hundratals, kanske tusentals, barn världen över.